# Regelrådet

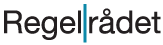
Regelrådets logotyp.

Regelrådet är ett rådgivande organ till Sveriges regering som skapades i maj 2008. Regelrådet, som ska bistå regeringen och myndigheterna i arbetet med regelförenklingar för företag. 
Regelrådet ska granska utformningen av förslag till nya och ändrade regler som kan få effekter av betydelse för företagens arbetsförutsättningar, konkurrensförmåga eller villkor i övrigt. 
Regelrådet ska även följa utvecklingen inom regelförenklingsområdet och ska, med beaktande av den rådgivning som lämnas av andra aktörer på regelförenklingsområdet, kunna lämna information och råd som främjar en kostnadsmedveten och effektiv regelgivning. Regelrådet har ett månatligt nyhetsbrev, "Regelrätt" .
Mellan åren 2008 och 2014 var Regelrådet en statlig kommitté under Näringsdepartementet. Från och med 2015 är Regelrådets verksamhet permanent. Regelrådet är ett särskilt beslutsorgan hos Tillväxtverket.

## Kanslichef
- Christina Fors                             2008 -

## Ordföranden
- Stig von Bahr                          2008 - 2012
- Lennart Palm         2012  (tillförordnad)
- Karin Lindell                          2013 -